# Bernat Martorell
Pour les articles homonymes, voir Martorell (homonymie).

Retable de saint Vincent, Barcelone, MNAC.

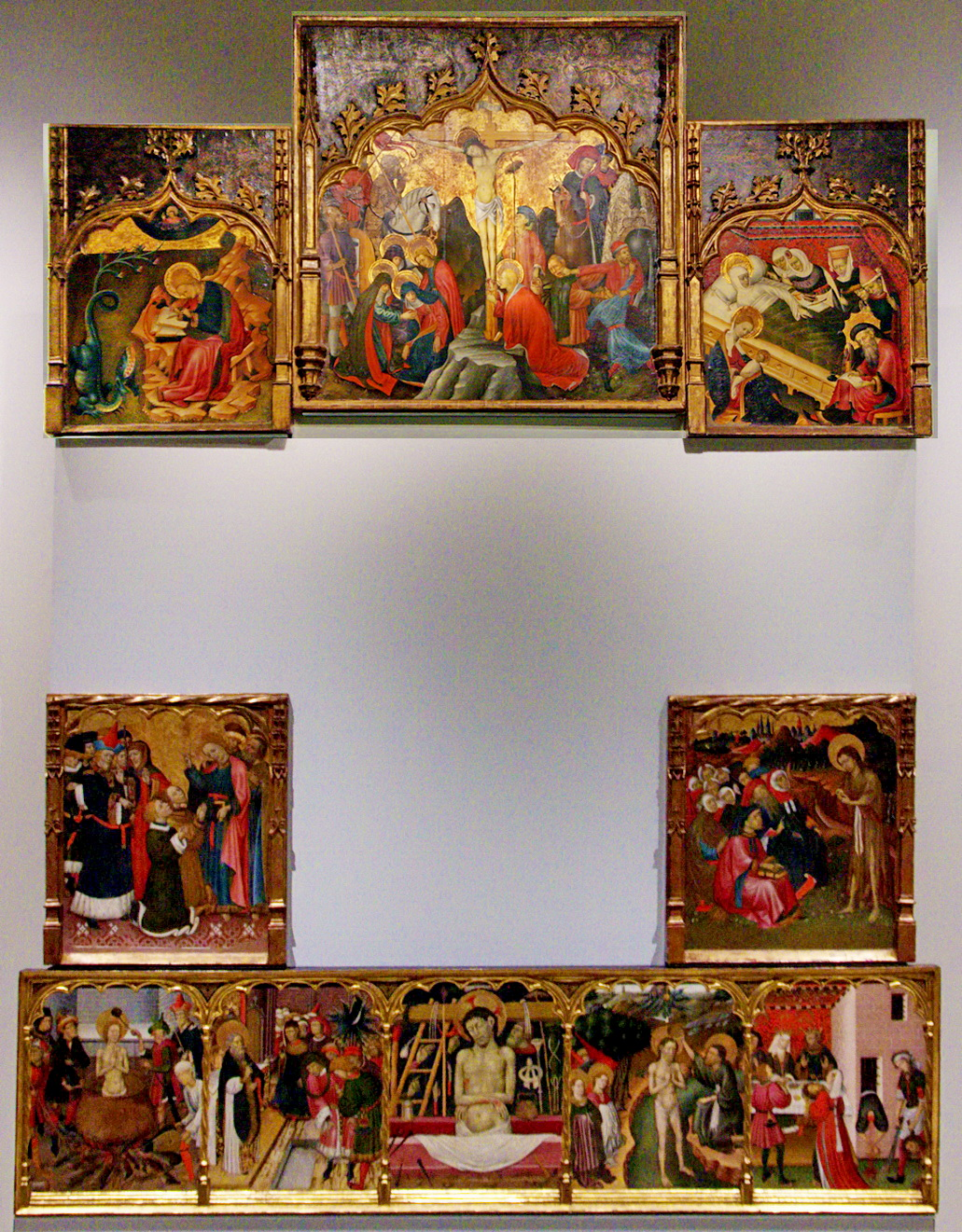
Retable des saints Jean

Bernat Martorell, né vers 1390 à Sant Celoni, près de Barcelone, et mort à Barcelone en 1452), est un peintre catalan, rattaché par la critique à la deuxième période du gothique international, plus influencée que la première par le style flamand. Au milieu du XVe siècle, il est considéré comme l'un des principaux artistes de Catalogne. Son œuvre comprend principalement des retables, mais il a également réalisé des vitraux et des enluminures - par exemple celles d'un livre d'heures conservé à l'Institut municipal d'histoire de Barcelone.

## Œuvres

### Retables
- Retable de saint Jean Baptiste (1424-1425), situé à l'origine dans la chapelle Saint-Jean de Cabrera de Mar, il se trouve aujourd'hui au musée diocésain de Barcelone. Le style de ce retable dénote l'influence exercée par Lluis Borrassà sur Bernat Martorell.
- Retable de saint Georges (1425-1437), cinq panneaux subsistent aujourd'hui, répartis entre deux musées :
  - l'Art Institute of Chicago : panneau central Saint Georges tuant le dragon. Le cheval est considéré par la critique comme l'une des études naturalistes les plus remarquables de la peinture gothique.
  - le musée du Louvre.
- Retable de sainte Eulalie et saint Jean (1427-1437), situé à l'origine dans la cathédrale de Vic, aujourd'hui au musée épiscopal de Vic[1]
- Retable des saint Jean (1434-1435), situé à l'origine dans l'église de Vinaixa, aujourd'hui réparti entre le musée national d'art de Catalogne (MNAC), le musée diocésain de Tarragone (les panneaux centraux) et la collection Wildenstein.
- Retable de saint Pierre de Púbol (vers 1437), situé à l'origine dans l'église de Púbol, aujourd'hui au musée diocésain de Gérone.
- Retable de saint Vincent (1438-1440), situé à l'origine dans l'ermitage de Sainte-Croix de Menàrguens, où il avait été transféré depuis le monastère de Poblet, aujourd'hui au MNAC de Barcelone.
- Saint Vincent martyr et saint Vincent Ferrier (vers 1435), panneau d'un retable, aujourd'hui au musée de l'Ermitage, à Saint-Pétersbourg.
- Nativité (1440), panneau d'un retable, aujourd'hui à Berlin, collection Lippmann.
- Triptyque de la Descente de croix, aujourd'hui au musée national d'art ancien de Lisbonne.
- Retable de la Transfiguration, chapelle de la Transfiguration de la cathédrale de Barcelone.
- Retable de saint Michel archange, cathédrale de Tarragone.
- Retable de la Mère de Dieu, situé à l'origine au monastère de la Mère de Dieu de Jésus, à Barcelone ; un panneau représentant l'Annonciation est conservé au musée des beaux-arts de Montréal, ceux représentant la Résurrection et la Pentecôte sont visibles au musée de la Société archéologique lulienne, à Palma de Majorque.
- Vierge à l'Enfant (1437), faisant partie du retable de Santa Maria de Montsó, aujourd'hui au Philadelphia Museum of Art.
- Retable de Sainte Lucie, collection particulière.
- Prédelle de la Passion, cathédrale de Barcelone.
- La Flagellation, musée du Louvre[2].

### Enluminures
- Miniatures et ornementation du livre d'heures du couvent de Santa Clara (conservé aux Archives historiques de la ville de Barcelone)
- Miniatures des Comentaris als Usatges de Jaume Marquilles. Commandées en 1448, elles ne sont pas de sa main, mais ont été probablement réalisées par son atelier ; elles lui sont généralement attribuées (l'ouvrage est également conservé aux Archives historiques de la ville de Barcelone)

### Retable de Saint Georges

Retable de Saint Georges (1425-1437)
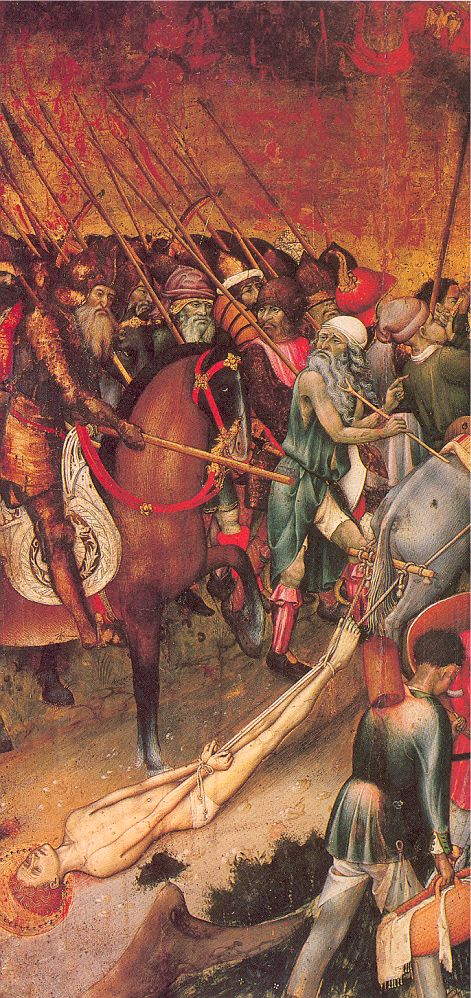
Saint Georges traîné par un cheval.
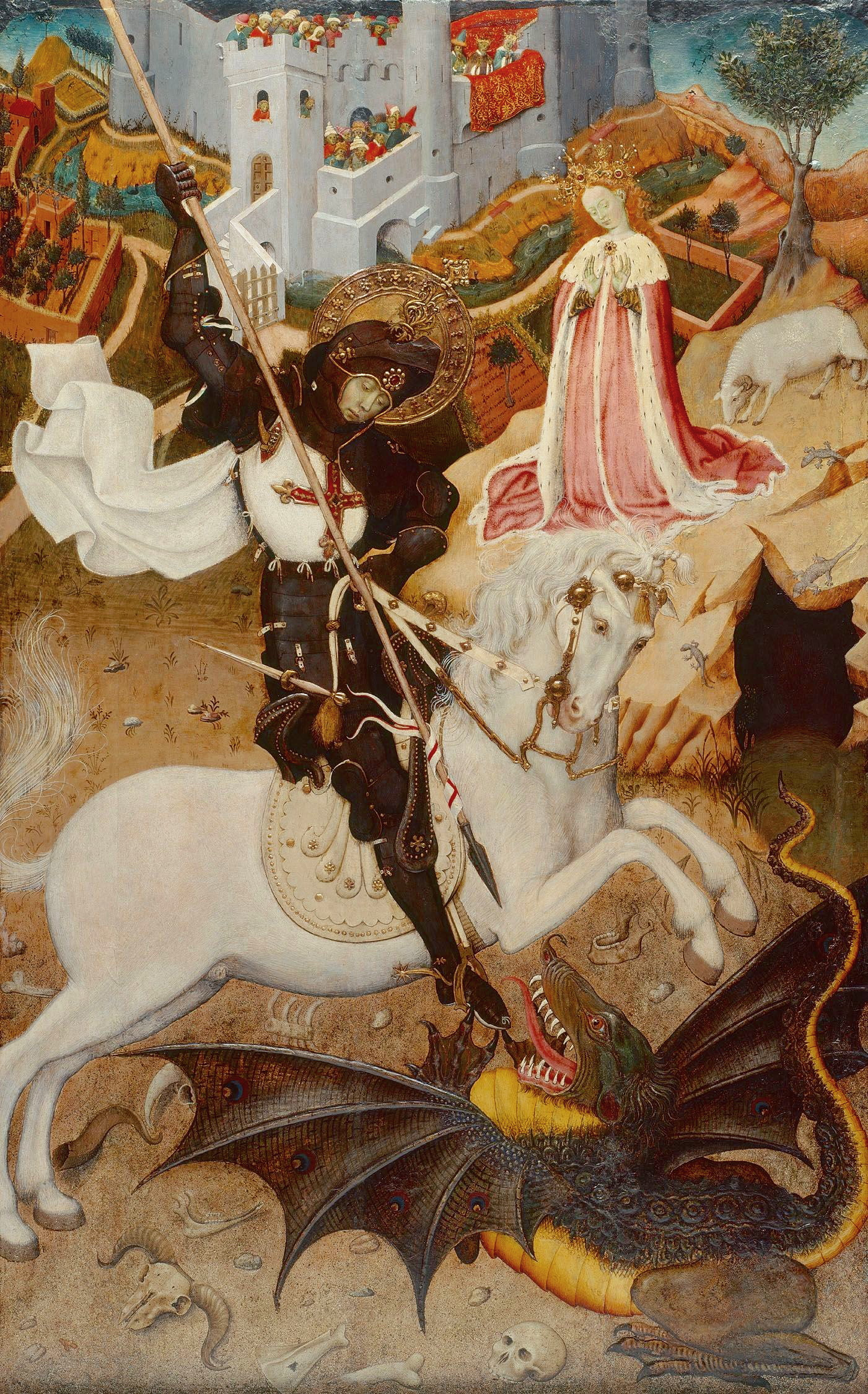
Saint Georges tuant le dragon. Institut d'art de Chicago.
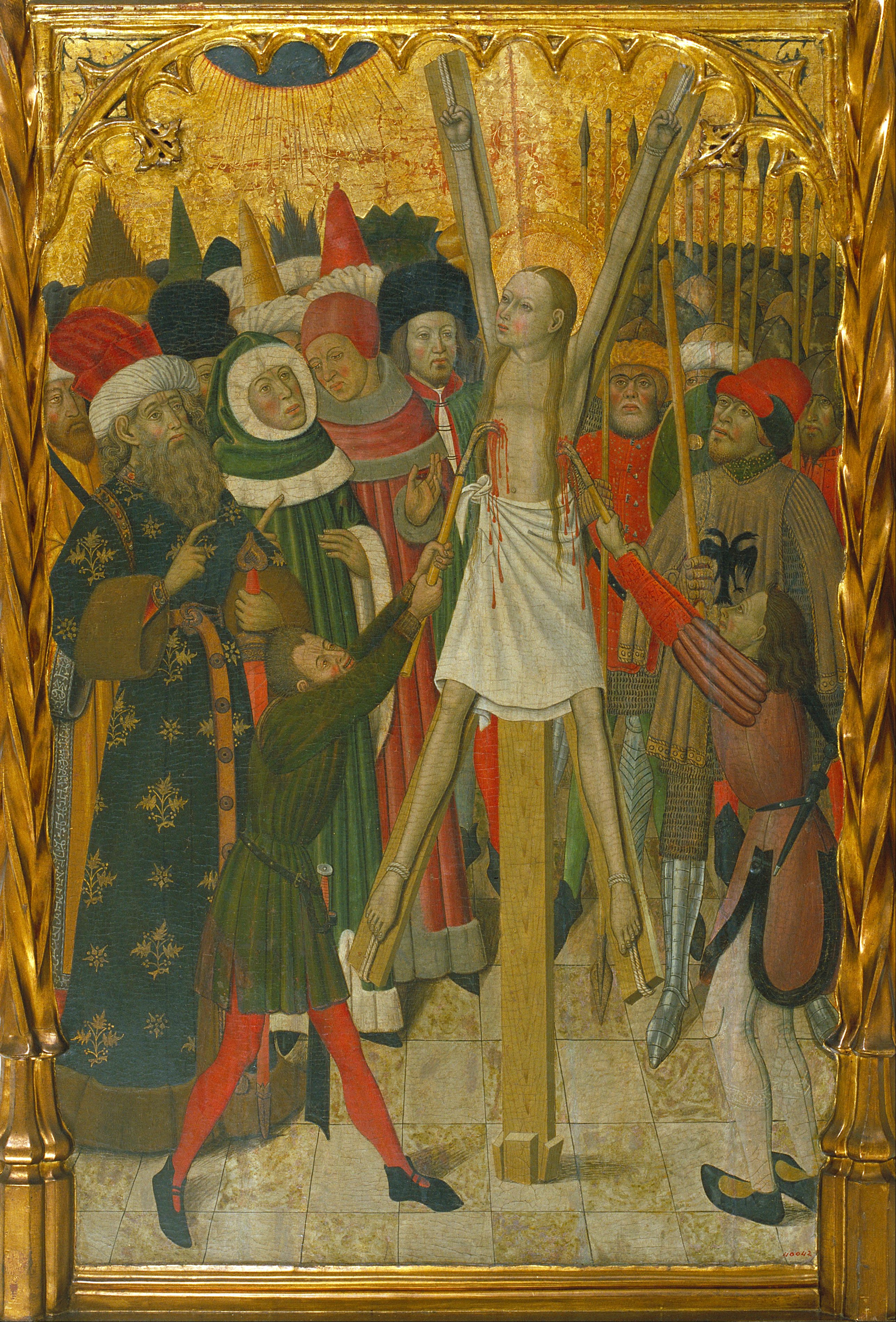
Martyre de Sainte Eulalie
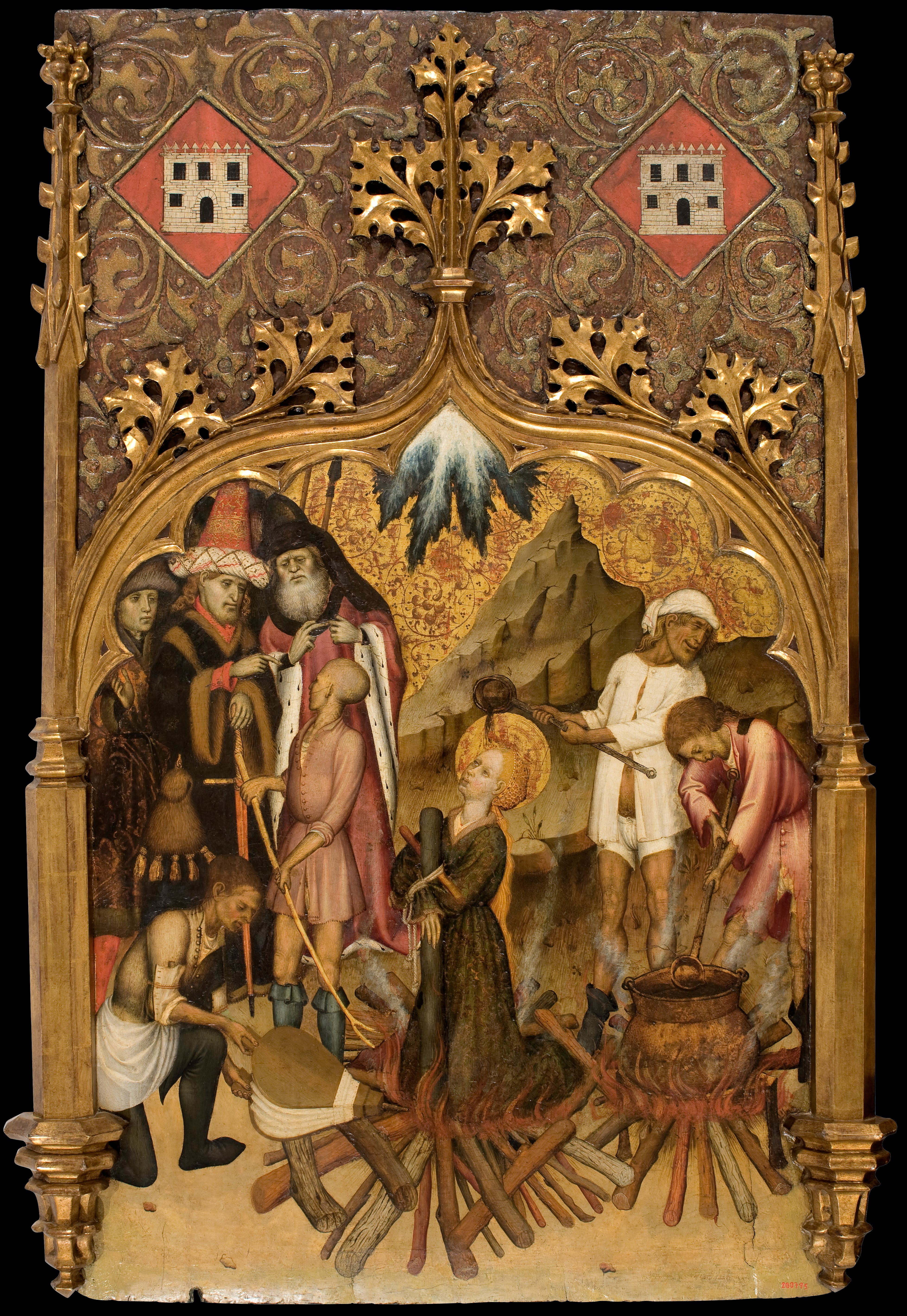
Martyre de Sainte Lucie
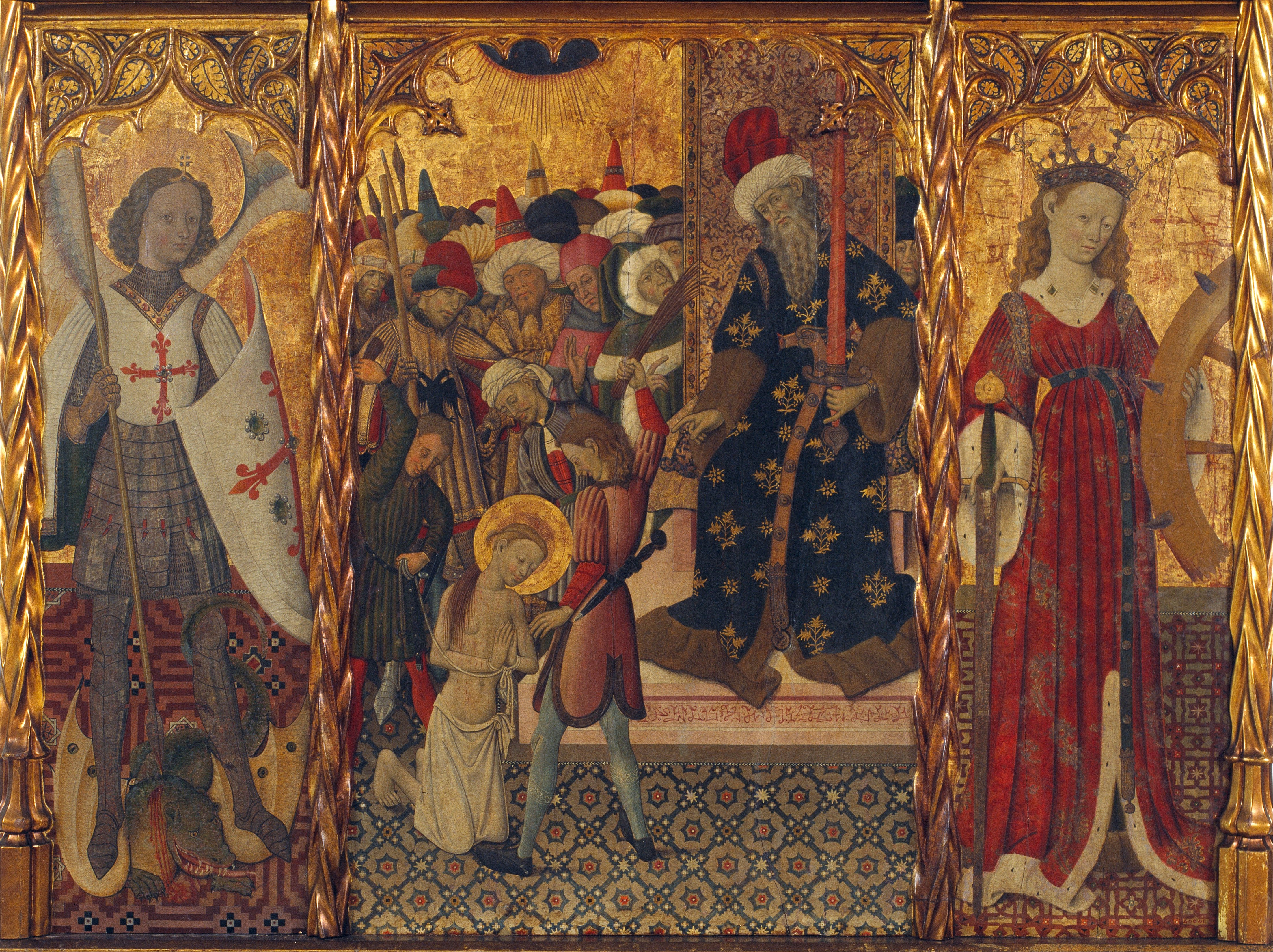
Martyre de Sainte Eulalie et de sainte Catherine